# بينت براسك
بينت براسك (بالنرويجية البوكمول: Bent Brask)‏ (مواليد 30 مارس 1958) هو سبّاح نرويجي، مثّل بلاده في الألعاب الأولمبية الصيفية 1976.

## روابط خارجية
بينت براسك على موقع الاتحاد الدولي للسباحة (الإنجليزية)
- بينت براسك على موقع أوليمبيديا (الإنجليزية)